# Вільні кольорові люди

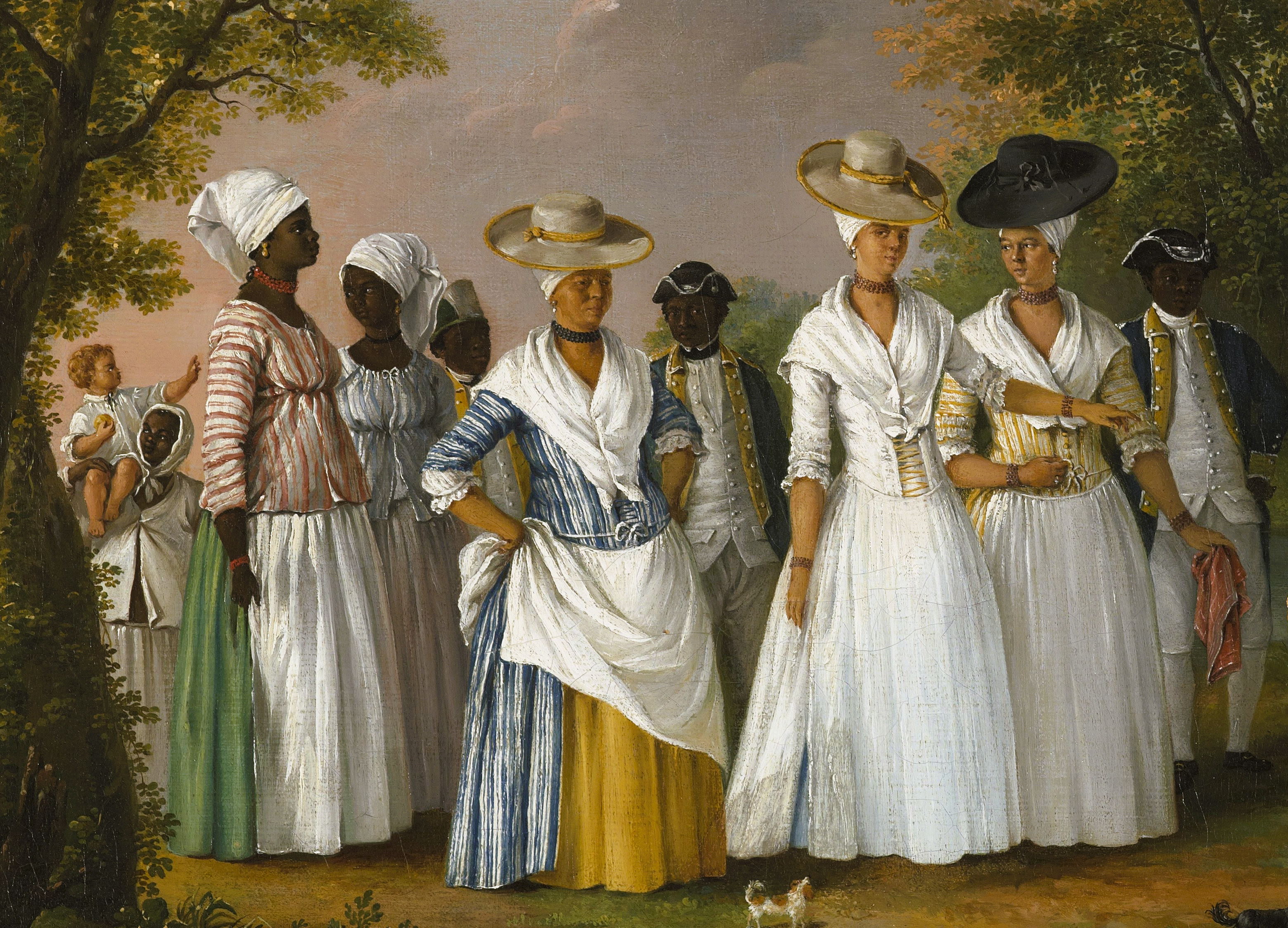
Вільні жінки кольору з дітьми та слугами, олійний живопис,, Домініка, 1764–1796 рр.

У контексті історії рабства Америки вільні кольорові люди (фр. gens de couleur libres; ісп. gente de color libre) були людьми змішаного африканського, європейського, а іноді і індіанського походження, які не були поневолені. Цей термін виник у французьких колоніях, включаючи Французьку Луїзіану та поселення на Карибських островах, такі як Сан-Домінго (Гаїті), Сент-Люсія, Домініка, Гваделупа та Мартиніка, де склалася окрема група вільних кольорових людей. Звільнені африканські раби були включені в термін аффранчі, але історично вони вважалися відмінними від вільних темношкірих людей. На цих територіях та великих містах, зокрема Новому Орлеані та тих містах, які належали іспанцям, розвивався значний клас передусім вільних людей змішаної раси. Колоніальні спільноти класифікували людей змішаної раси різними способами, в цілому пов'язаними з зовнішніми ознаками та  африканським походженням. Расові класифікації були численними в Латинській Америці. 
Термін gens de couleur часто застосовувався у західноіндійських колоніях Франції до скасування рабства, де це була коротка форма ens de couleur libres. Він конкретно стосувався вільних людей змішаної раси, насамперед африканських та європейських. 
У тринадцяти колоніях, розселених англійцями (які згодом стали {{США}}), термін вільний {{негр}} часто використовувався для охоплення одного і того ж класу людей - тих, хто юридично вільний і етнічно африканського походження.   

## Сан-Домінго
З кінця 18-го століття до початку гаїтянської революції, Сан-Домінго було юридично розділене на три групи: вільні білі люди; звільнені (аффранчі) та раби . Більше половини аффранчі були вільними кольоровими людьми; інші вважалися звільненими чорними рабами. Крім того, марони (утікаючі раби) іноді мали змогу створити незалежні невеликі громади та своєрідну свободу в горах, поряд із поселеннями споконвічних таїнських людей Гаїті. 
Коли рабство було скасоване в 1793 р. французьким урядом після Французької революції, у Сан-Домінго було близько 28 000 anciens libres ("вільних спочатку"). Термін використовувався для розрізнення тих, хто вже був вільним, порівняно з визволеними загальною емансипацією 1793 року. Близько 16 000 цих вільних спочатку були вільними кольоровими людьми. Ще 12 000 були африканцями, чорними рабами, які або придбали їхню свободу, або отримали її господарями з різних причин. 

### Права
Незалежно від їх етнічної приналежності, у Сан-Домінго вільні люди мали можливість володіти землею. Деякі придбали плантації та володіли великою кількістю рабів. Раби, як правило, не дружили з вільновідпущеними, які іноді видавали себе за білих як опір проти повстання рабів. Як власники майна, вільновідпущені люди прагнули підтримувати чіткі лінії, встановлені між їхнім класом та рабами. Крім того, часто працюючи ремісниками, крамарями чи землевласниками, вільна кольорова людина часто ставала досить процвітаючою, і багато хто пишався своєю європейською культурою та походженням. Вони часто знали французьку мову, і, як правило, зневажали гаїтянську кріольську мову, якою користувалися раби. Більшість вільних кольорових людей були виховані як римо-католики, що також є частиною французької культури, і багато хто заперечував релігію Вуду, привезену рабами з Африки. 
За старого порядку, незважаючи на положення рівності, номінально встановлені Кодексом Нуар, вільні кольорові люди були обмежені у своїх правах та свободах. Вони не володіли тими ж правами, що й білі французи, зокрема правом вибору. Більшість підтримували рабство на острові, принаймні до Французької революції . Але вони домагалися рівних прав для вільних кольорових людей, що стало однією з головних причин розгортанняГаїтянської революції . 

### Французьке громадянство
15 травня 1791 р. вільні кольорові люди перемогли у великому політичному протистоянні, коли Національна Асамблея Франції проголосувала за надання повного французького громадянства вільним кольоровим чоловікам. Указ обмежував громадянство тих осіб, які мали двох вільних батьків. У Сан-Домінго виникла боротьба проти виконання указу Національної Асамблеї. Ця подія спричинила повстання рабів на острові. 

### Боротьба
У боротьбі за владу як бідні білі, так і вільні кольорові заручилися допомогою рабів. Роблячи це, ворожнеча сприяла розпаду класової дисципліни і спонукала рабовласницьке населення в колонії шукати шляхи для подальшого збільшення прав та свобод суспільства. У міру поширення повстання рабів на півночі острова багато вільних кольорових людей відмовилися від своєї віддаленості від рабів, яка була у них до цього. Зростаюча коаліція між вільними кольоровими та колишніми рабами була важливою для можливого успіху гаїтян у витісненні французького впливу. 
Колишні раби та вільні спочатку досі залишалися відстороненими в багатьох аспектах. Їх ворожнеча і боротьба за владу вибухнули в 1799 році. Змагання між gens de couleur led та чорними гаїтянами переросло у Війну Ножів . 
Після їх втрати в цьому конфлікті багато вільних кольорових людей виїхали як біженці до Франції, Куби, Пуерто-Рико, США та інших країн. Деякі брали з собою рабів. Інші, однак, залишилися відігравати важливу роль у політиці Гаїті . 

## Карибський басейн
Вільні кольорові були важливою частиною історії Карибського басейну в період рабства і після нього. Нащадки французів та африканських рабів (а згодом французьких чоловіків та вільних кольорових жінок), одружуючись у власній громаді змішаної раси, часто досягали багатства та могутності. До кінця вісімнадцятого століття більшість вільних кольорових людей у Сан-Домінго були родинами та частиною кольорових сімей, які були вільними на покоління.
Вільні люди кольору були лідерами у французькій колонії Сан-Домінго, яка отримала незалежність у 1804 р., як і Республіка Гаїті. У Сан-Домінго, Мартиніці, Гваделупі та інших французьких колоніях Карибського басейну перед тим, як було скасовано рабство, вільні кольорові люди були відомі як gens de couleur libres та аффранчі. Групи змішаної раси стали важливою частиною населення Британської Ямайки, іспанського Санто-Домінго, Куби, Пуерто-Рико та португальської Бразилії . 

## Новий Орлеан та Луїзіана

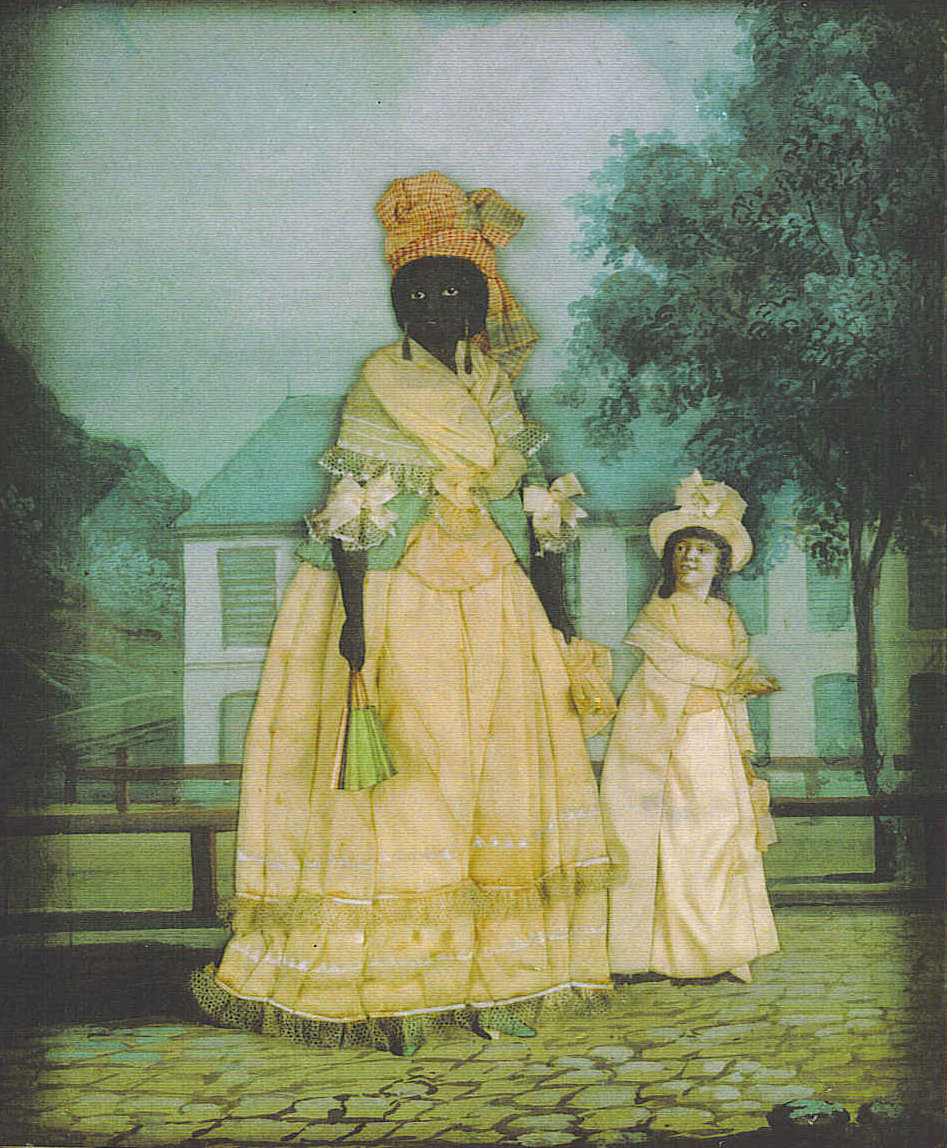
Вільна жінка кольору з дочкою-квартероном. Живопис кінця 18 століття, Новий Орлеан

Вільні кольорові люди відігравали важливу роль в історії Нового Орлеана та південної області Луїзіани, як тоді, коли територія була підконтрольна французам та іспанцям, так і після придбання США в рамках купівлі Луїзіани .   
Як і в Сан-Домінго, вільні кольорові люди належали до проміжного класу між колоніальними французами та іспанцями та поневоленими чорношкірими африканськими робітниками. Вони часто здобували освіту, займалися ремісничими промислами та іноді заробляли статки; вони розмовляли французькою мовою і сповідували католицизм. Багато людей також належали до синкретизму . Свого часу центром їх житлової громади в Новому Орлеані був Французький квартал. Було багато ремісників, які володіли майном та власним бізнесом. Вони сформували соціальну категорію, відмінну від білих і рабів, і зберегли власне суспільство в період після анексії Сполучених Штатів.
Деякі історики припускають, що вільні кольорові люди зробили Новий Орлеан колискою руху за громадянські права в США. Вони здобули більше прав, ніж вільні кольорові люди чи вільні негри у британських рабовласницьких колоніях, включаючи службу в збройній міліції. Після того, як Сполучені Штати придбали Луїзіану, креоли в Новому Орлеані і регіоні працювали, щоб інтегрувати військових в маси. Вільям К. К. Клайборн, призначений Томасом Джефферсоном губернатором Орлеанської території, офіційно прийняв присягу 20 грудня 1803 року.

## Військова служба
Вільні кольорові люди впродовж десятиліть були озброєними членами війська під час правління іспанської та французької влади в колонії Луїзіани. 
Вони добровільно надали свої послуги та поклялись у вірності Клайборну та новоутвореній країні. На початку 1804 р. нова адміністрація США в Новому Орлеані при губернаторі Клайборні зіткнулася з дилемою, раніше невідомою в США —  інтеграцією військових шляхом включення цілих підрозділів створеної "кольорової" міліції  Дивіться, наприклад, лист від 20 лютого 1804 року військового секретаря Генріха Дірборна до Клайборна, в якому зазначається, що "було б доцільно не збільшувати корпус, а зменшувати, якщо це можна зробити без образи"
Десятиліттям пізніше під час війни 1812 р. ополчення вільних кольорових людей добровільно захищало своє місто і країну в боротьбі за Новий Орлеан, коли в грудні 1814 р. англійські війська зайняли американську землю за межами міста. 

## Визначення

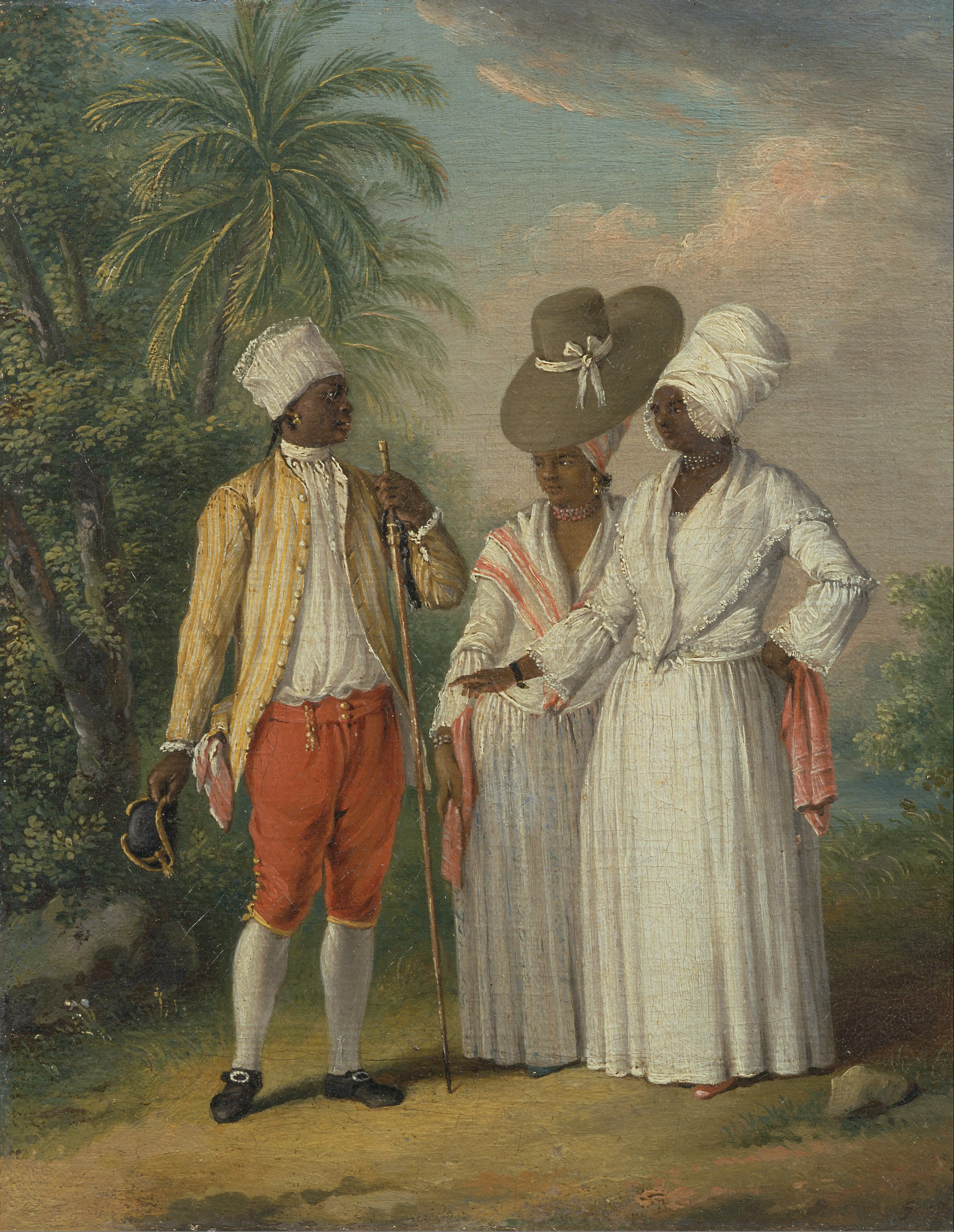
Вільні західноіндійські домініканці, 1770 рік

До революції було досить мало манумісії рабів. У всьому рабовласницькому товаристві Америки (Північної та Південної) деякі рабовласники користувалися владою для сексуального використання жінок-рабів. В англомовних колоніях діти, народжені в результаті цих стосунків, зазвичай так і залишалися кріпаками.     
Раби іноді отримували частину свободи, купуючи себе, якщо вдавалося заощадити частину заробітку, здаючи в оренду або продаючи продукцію. Власники визначали, чи потрібно платити ринкову чи зменшену вартість. В інших випадках родичі, які вже були вільні і заробляли гроші, купували інших. Іноді господарі чи уряд звільняли рабів без оплати як винагороду за якесь значне досягнення; раб, який розкривав рабські змови на повстання, іноді нагороджувався свободою. 
Багато людей, які вільно жили в рабських товариствах, не мали офіційних документів про свободу. У деяких випадках це були біженці, котрі ховалися в містах серед вільних людей. В інших випадках вони жили вільно з дозволу свого господаря, іноді взамін на сплату орендної плати або частини грошей, які вони заробили торгівлею. Власники ніколи не узаконювали їх свободу.   

## Економічний вплив
Вільні кольорові люди відігравали важливу роль в економіці рабських товариств. У більшості місць вони працювали ремісниками та дрібними торговцями в містах. У багатьох місцях, особливо в колоніях під владою Британії, таких як Південь Сполучених Штатів, існували обмеження щодо кольорових людей, що володіють рабами та сільськогосподарських угіддями. Але багато вільних негрів жили в селі, а деякі стали великими рабовласниками. У передвоєнні роки деякі звільнені раби часто перебували на плантаціях або біля них, де вони чи їхні предки були рабами. Власники часто використовували вільних негрів як керівників плантацій чи наглядачів, особливо якщо власник мав у родині людину змішаної раси.

## Після рабства
Коли настав кінець рабства, в деяких суспільствах існувало розмежування колишніх вільних кольорових та колишніх рабів. Через переваги в освіті та досвіді вільні кольорові люди часто ставали лідерами над щойно звільненими людьми. У Сан-Домінго Туссен Лувертура отримав свободу ще до того, як став лідером заколоту рабів, але, як вважають, він не належав до змішаної расою. 
У Сполучених Штатах багато афроамериканців, що були обрані державними та місцевими чиновниками під час Реконструкції на Півдні, були вільними на Півдні ще до громадянської війни. Інші нові лідери були освіченими чоловіками з півночі, сім'ї яких давно були вільними і які їхали на Південь, для того, аби працювати та допомагати звільненим. Деякі були працевлаштовані на державні посади. 

## Сьогодні
Багато нащадків gens de couleur, або вільних кольорових людей, пам'ятають про своє походження і культуру завдяки Луїзіанській креольській асоціації досліджень на базі Нового Орлеана (LA Créole). Термін "Créole" не є синонімом "вільних кольорових" або gens de couleur libre, але багато членів LA Créole простежили свої генеалогії через ці лінії. Сьогодні багаторасові нащадки французьких та іспанських колоністів, африканців та інших етносів широко відомі як луїзіанські креоли. 14 червня 2013 року губернатор Луїзіани Боббі Джіндал підписав Акт 276, вшановуючи походження і спадщину луїзіанських креол.

## Відомі вільні кольорові люди з Півдня або Карибського басейну
- Енн Россіньол (1730–1810), африканський, карибський та американський работорговець, яку називають першим вільним кольоровим добровільним іммігрантом до США
- Барзілай Лью (1743-1822), служив у континентальній армії
- Жюльєн Раймонд (1744–1801), лідер міста Сан-Домінго у Франції та колонії, поширив повне громадянство на вільних кольорових людей після Французької революції
- Шевальє де Сен-Жорж (1745–1799), композитор і мечник Франції кінця 18 століття
- Салем Пур (1747–1802), народився рабом 1747 року; придбав свою свободу і вступив до континентальної армії
- Петер Салем (1750–1816), народився рабом c. 1750 р. в штаті Массачусетс; звільнений його власником для боротьби за справу Патріот в Американській революційній війні
- Вінсент Оге (1755–1791) був заможним вільним чоловіком змішаного походження, який розпалював бунт проти білої колоніальної влади у французькому Сан-Домінго.
- Андре Ріго (1761–1811) був провідним воєначальником мулатів під час Гаїтянської революції .
- Томас-Александр Дюма (1762–1806), батько Александра Дюма, автора «Трьох мушкетерів», був сином знатного французького генерала в Сан-Домінго і жінки-раба. Батько забрав його у Францію у 14 років і дав йому освіту, допомагаючи йому вступити до лав військових.
- Джон Чавіс, (бл. 1763–1838), народжений вільним 1762 року в Північній Кароліні, вчитель і проповідник серед білих і вільних кольорових людей до середини 19 століття, коли закони обмежували вільнихкольорових людей
- Олександр Петіон (1770–1818), президент Республіки Гаїті з 1807 року до своєї смерті в 1818 році.
- Вільям Костін (бл. 1780–1842), народився бл. 1780 р. у Ферфаксі, штат Вірджинія; жив у Вашингтоні, округ Колумбія; у 1821 р. висунув юридичний виклик африканським законам про заставу.
- Забо Беллантон (фл. 1782), бізнес-леді Сан-Домінго та одна із найбагатших вільних кольорових людей у колонії
- Вільям Еллісон (бл. 1790–1861), народився рабом бл. 1790; став заможним бізнесменом і рабовласником
- Річард Хілл (Ямайка) (1795–1872), ямайський юрист, натураліст, політик, педагог та адміністратор
- Луї Селесте Лесене (1796/8–1847), агітатор рівних прав для вільних кольорових людей Ямайки
- Елізабет Дюдон Вінсент (1798–1883), вільна кольорова жінка та бізнес-леді, народжена на Гаїті
- Едвард Джордон (1800–1869), ямайський борець за рівні права, редактор газет, мер Кінгстона
- Аспасія Крувельє Міро (1800–1857), підприємець
- Еліза Сеймур Лі (1800–1874), американський шеф-кухар та кондитер
- Роберт Осборн (1800–1878), співзасновник The Watchman, політик, агітатор за рівні права
- Марі Лаво (1801–1881), практик вуду початку 19 століття
- Томас Дей (бл. 1801–1861), народжений вільним c. 1801 р. У Вірджинії. Відомий виробник меблів у графстві Касуелл, штат Північна Кароліна
- Мері Сіколь (1805–1881), медсестра Ямайки, яка брала участь у Кримській війні
- Норберт Рільє (1806–1894), інженер і винахідник
- Вільям Густав Браун (1809–1883), генерал (Ямайка), який командував британськими військами в Китаї та Гонконгу
- Роберт Перві (1810–1898), народжений вільним у Чарлстоні, у Філадельфії став активним учасником руху за скасування рабства
- Чарльз Генрі Ленґстон (1817–1892), активний учасник руху за скасування рабства і активіст в Огайо та Канзасі
- Джордж Вільям Гордон (1820–1865), ямайський політик і активіст за права чорношкірих
- Едмонд Деде (1827–1901), композитор
- Джон Мерсер Ленґстон (1829с1897), активний учасник руху за скасування рабства, політик і діяч в Огайо, штат Вашингтон, округ Колумбія і Вірджинія, перший декан юридичного департаменту університету Говарда, перший президент штату Вірджинія, перший темношкірий, обраний до Конгресу США з Вірджинії (1888)
- Дженні Картер (бл.1830–1881), письменниця
- Куба Корнуоліс (пом.1848 р.), Ямайська "докторка", яка лікувала Гораціо Нельсона, допомогла йому одужати
- Аманда Америка Діксон (1849–1893), соціалістка та власниця маєтку в Грузії

## Згадки в інших медіа
- Свято всіх святих – це історичний роман Анни Райс, сконцентрований на вільних людях кольору в Новому Орлеані. Роман був адаптований як однойменний телевізійний міні-серіал.

## Зовнішні посилання
- Свято всіх святих, IMDb